# 川口美貴
川口美貴（かわぐち みき、1961年-　）は、日本の法学者、関西大学教授。
大阪府高槻市生まれ。1985年大阪大学法学部卒業。90年同大学院法学研究科博士課程単位取得修了、静岡大学人文学部法学科助教授、94年フランス・ボルドー大学DEA。2003年教授。2004年関西大学大学院法務研究科（法科大学院）教授。2005年弁護士登録（第二東京弁護士会）。

## 著書
- 『国際社会法の研究』信山社出版 1999
- 『労働者概念の再構成』関西大学出版部 2012
- 『労働法』信山社 2015
- 『労働法演習 司法試験問題と解説』信山社 2016

### 共著
- 『建設産業の労働条件と労働協約 ドイツ・フランス・イギリスの研究』和田肇,古川陽二共著 旬報社 2003
- 『労働協約と地域的拡張適用 UIゼンセン同盟の実践と理論的考察』古川景一共著 信山社 2011

## 論文
- <川口美喜